# 1290 Albertine
1290 Albertine (1933 QL1) là một tiểu hành tinh vành đai chính được phát hiện ngày 21 tháng 8 năm 1933 bởi Eugène Joseph Delporte ở Uccle.